# Stabilimento siderurgico di Engelsberg
Lo stabilimento siderurgico di Engelsberg è uno stabilimento siderurgico che si trova ad Ängelsberg, un villaggio della municipalità di Fagersta, nel Västmanland, in Svezia. Venne costruito nel 1681 e divenne uno dei più avanzati del mondo nel XVII e XVIII secolo, quando l'acciaio svedese era di una qualità superiore a quasi tutti gli altri.
Questo sito è ottimamente conservato e rappresenta uno dei migliori esempi per quanto riguarda la produzione svedese di acciaio in quell'epoca: per queste ragioni nel 1993 è stato inserito nell'elenco dei Patrimoni dell'umanità dell'UNESCO.

## Storia
La storia della produzione di ferro nella regione risale almeno al XIII secolo. I contadini locali hanno estratto il minerale e prodotto il ferro utilizzando forni primitivi. Alla fine del XVI secolo sono stati introdotti metodi di produzione moderni in Engelsberg e i volumi di produzione sono aumentati notevolmente nei successivi decenni.

## Descrizione
Gli edifici conservati includono una casa padronale, la casa dell'ispettore e la casa di fusione con un altoforno.

## Patrimonio mondiale dell'umanità dell'UNESCO

Il marchio di Patrimonio mondiale dell'umanità

Lo Stabilimento siderurgico di Engelsberg è Patrimonio mondiale dell'umanità dell'UNESCO. È stato aggiunto all'elenco nel 1993.  Le osservazioni dell'UNESCO sono state:
(UNESCO)

## Galleria d'immagini

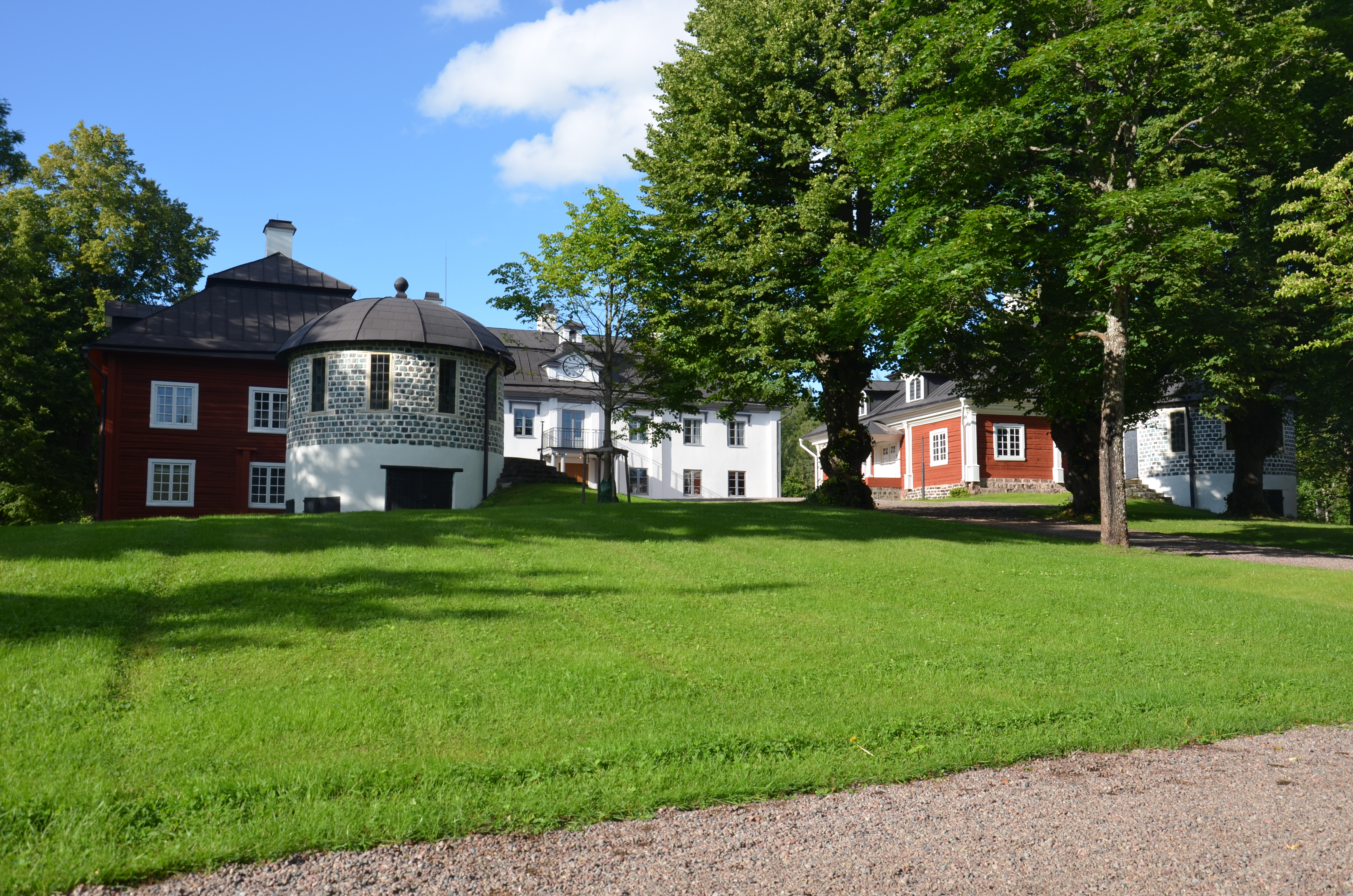
La casa
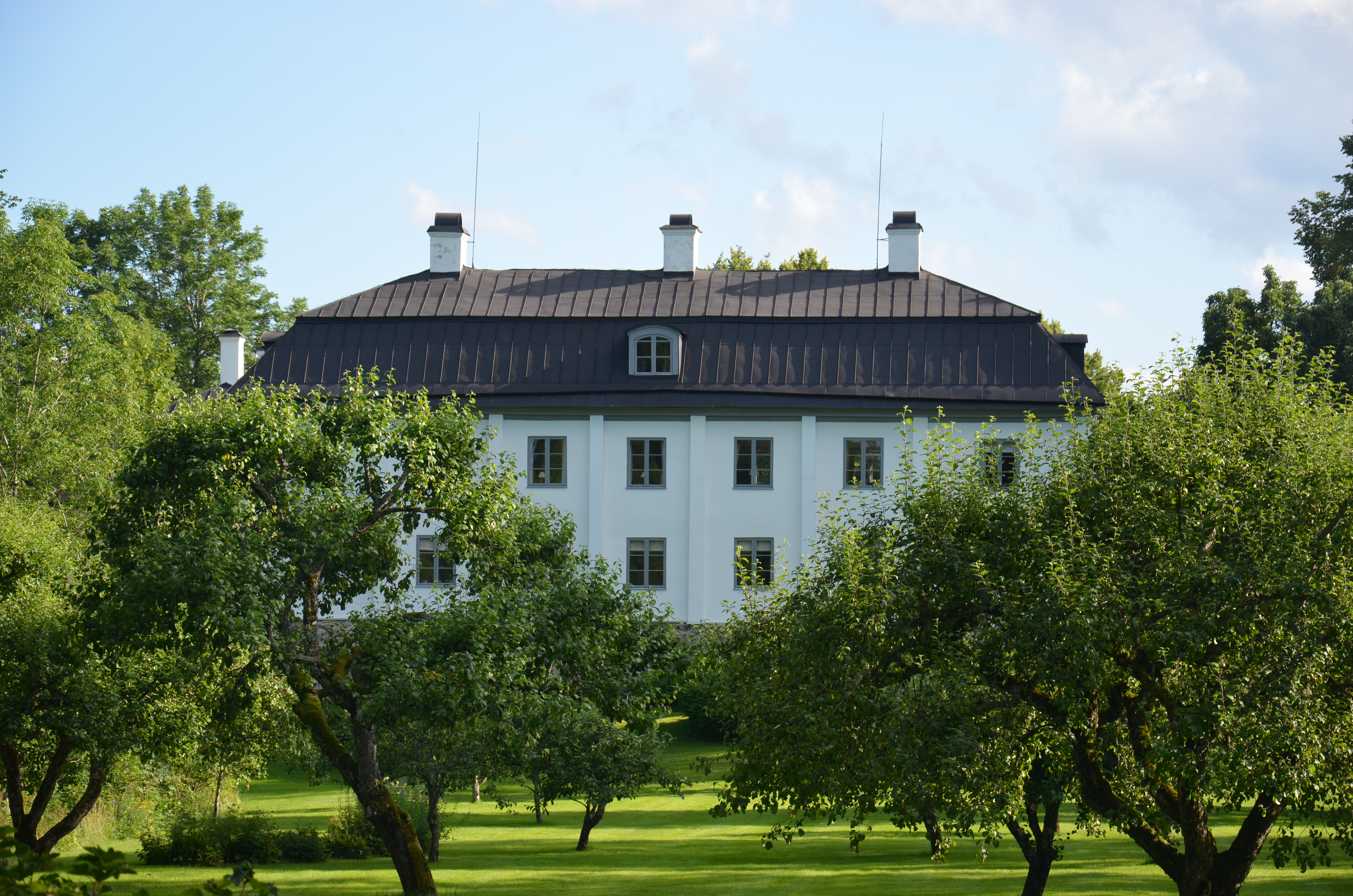
La casa dal lato del giardino
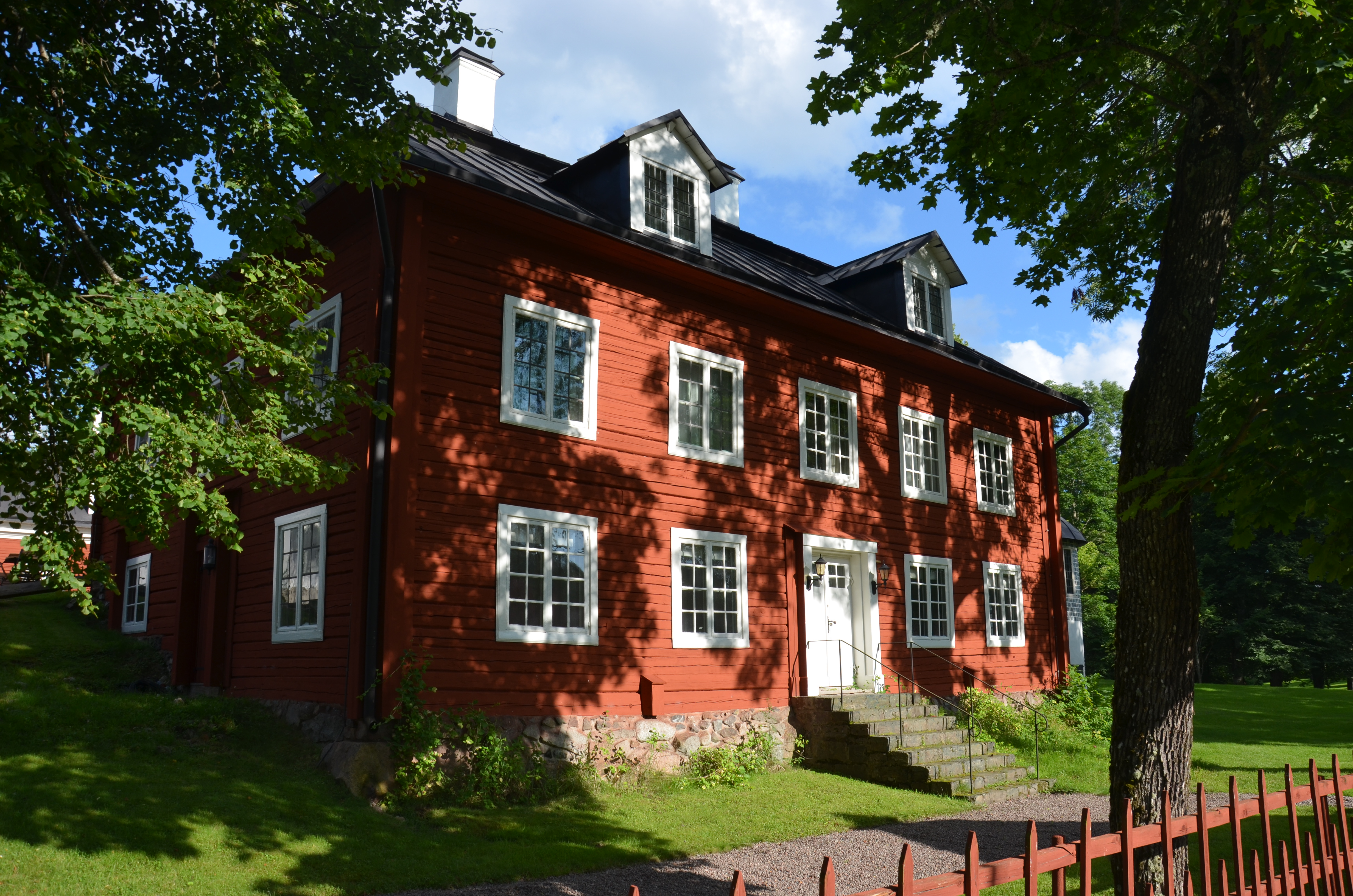
L'ala est
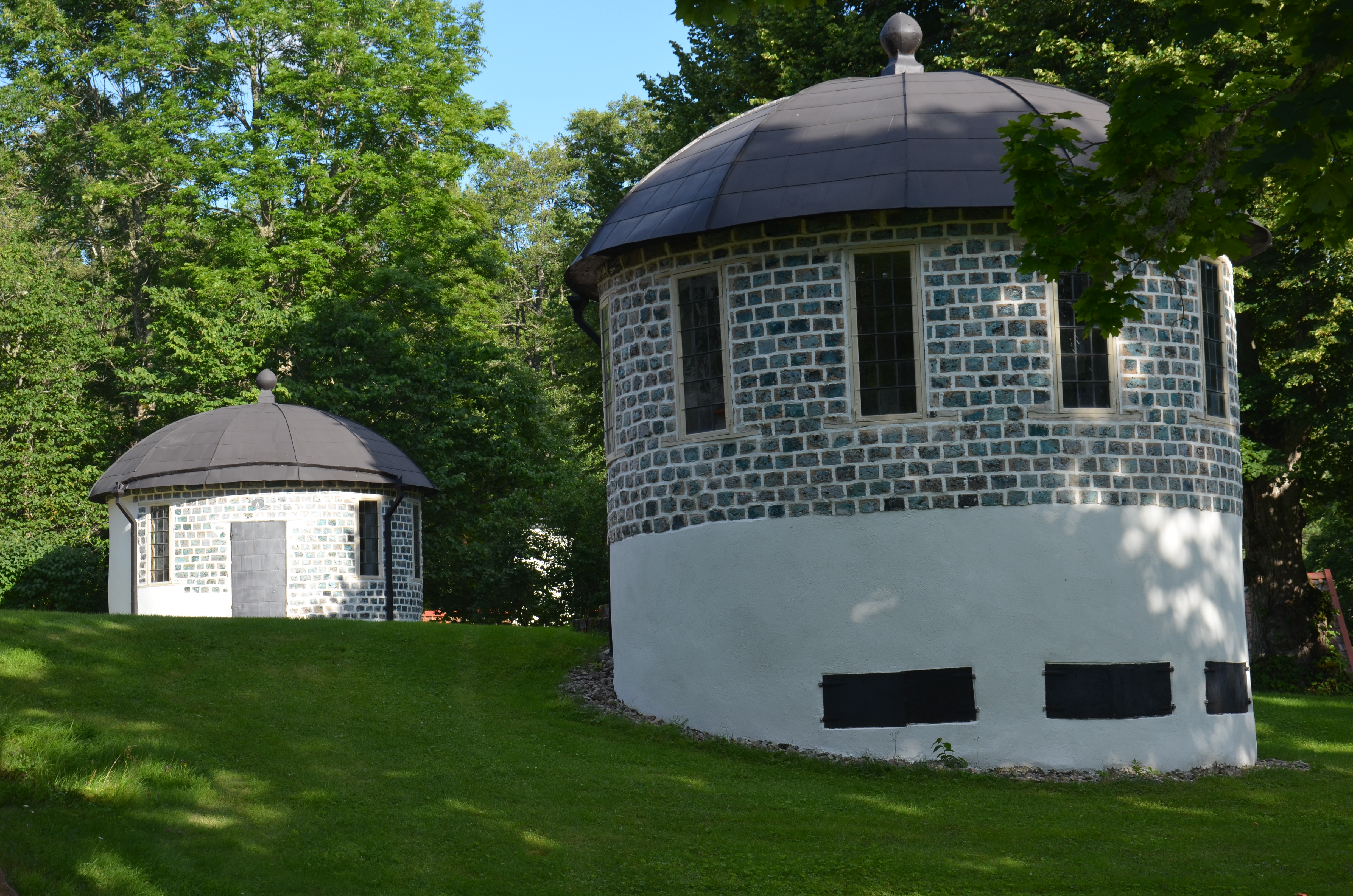
L due torri circolari
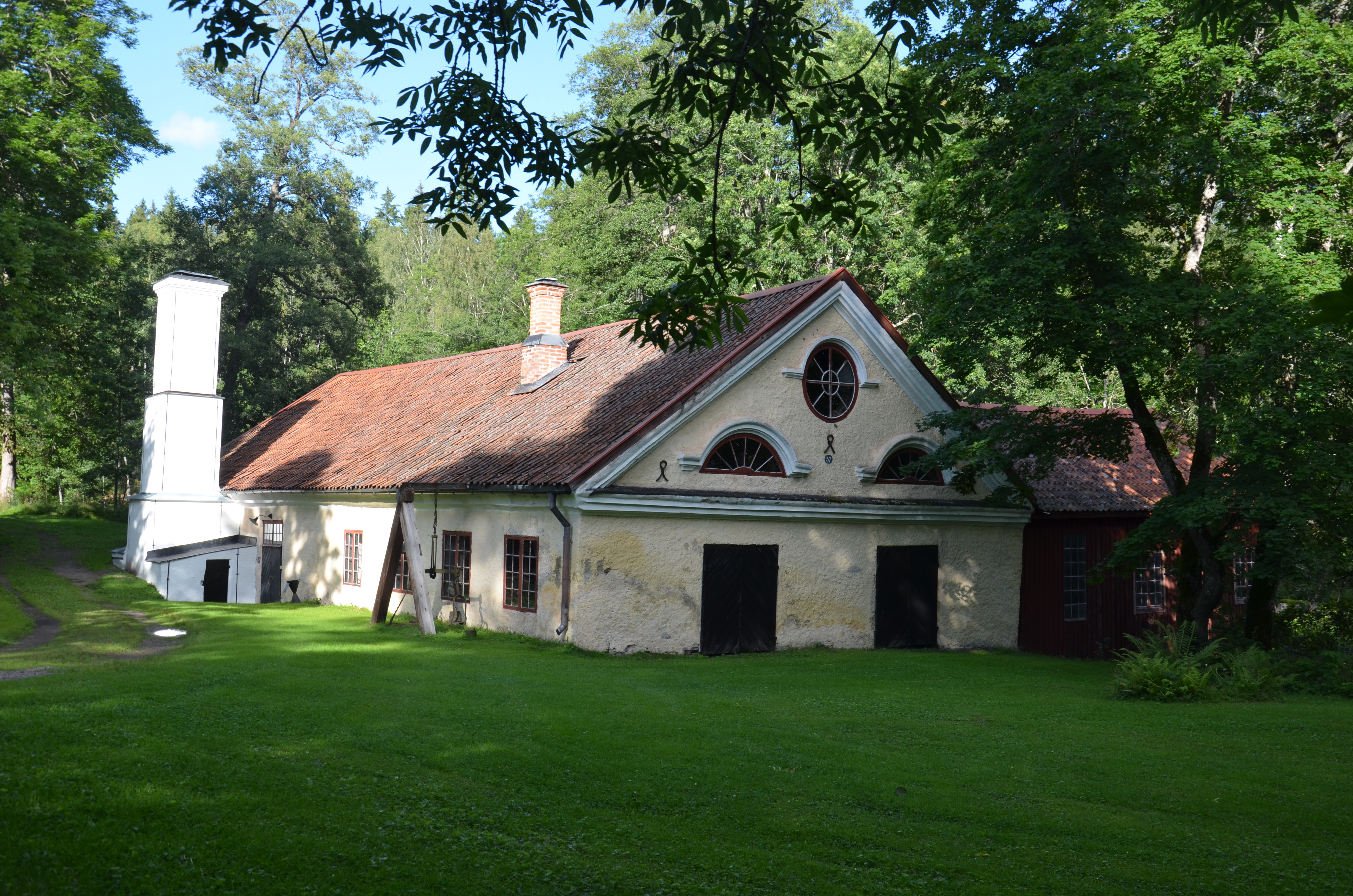
La forgia
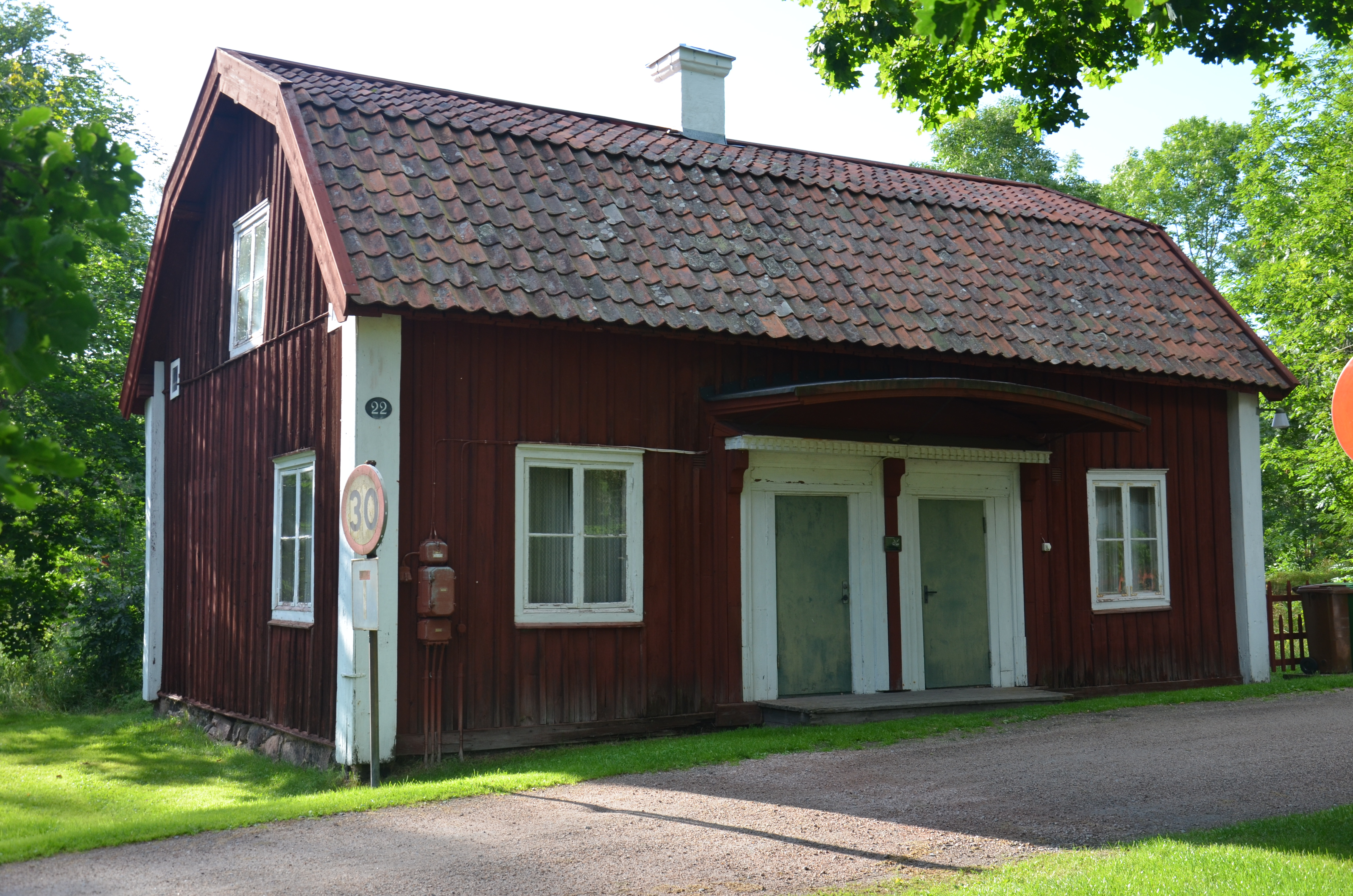
Il vecchio ufficio
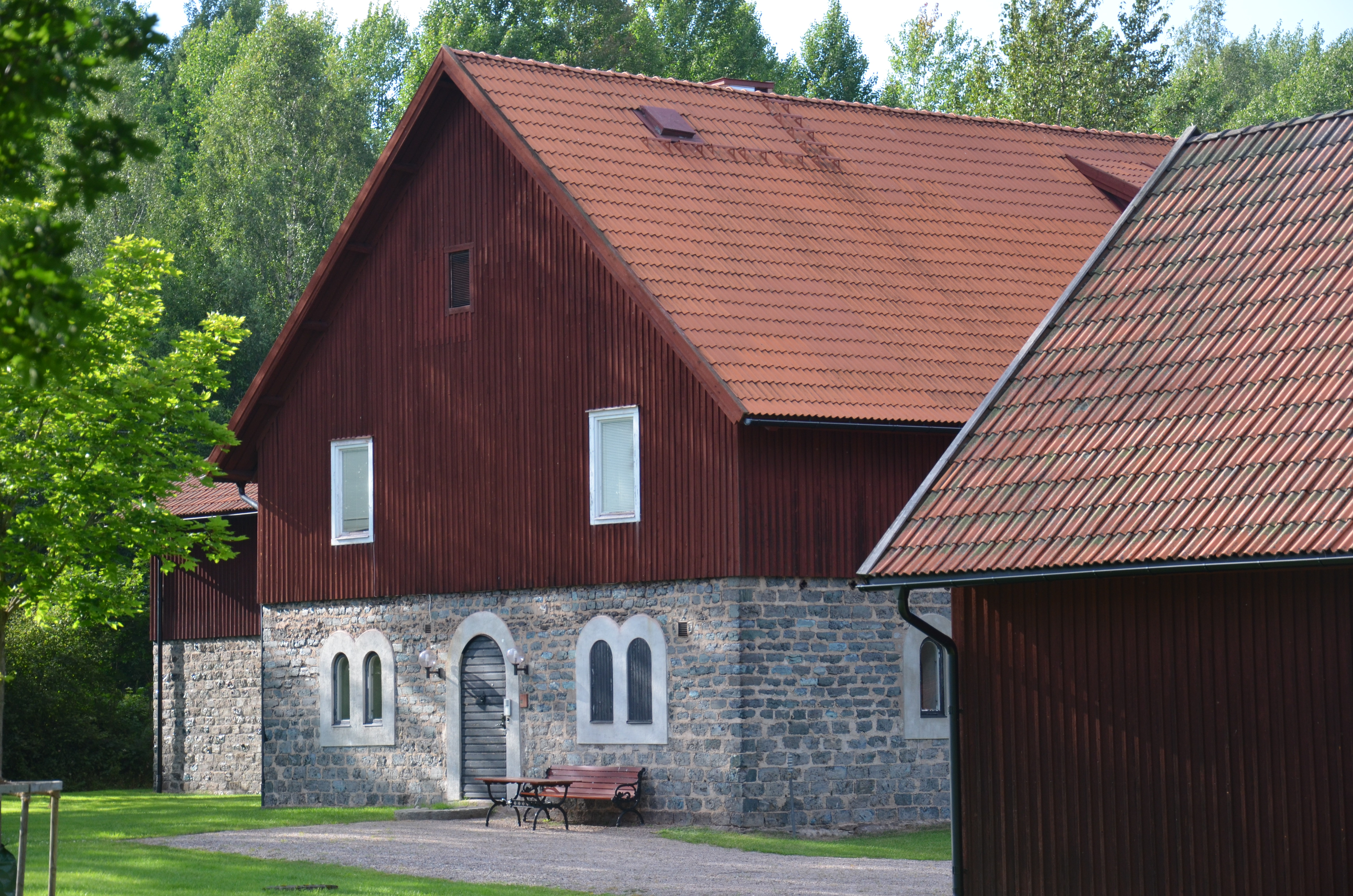
L'archivio di Axel Johnson Group
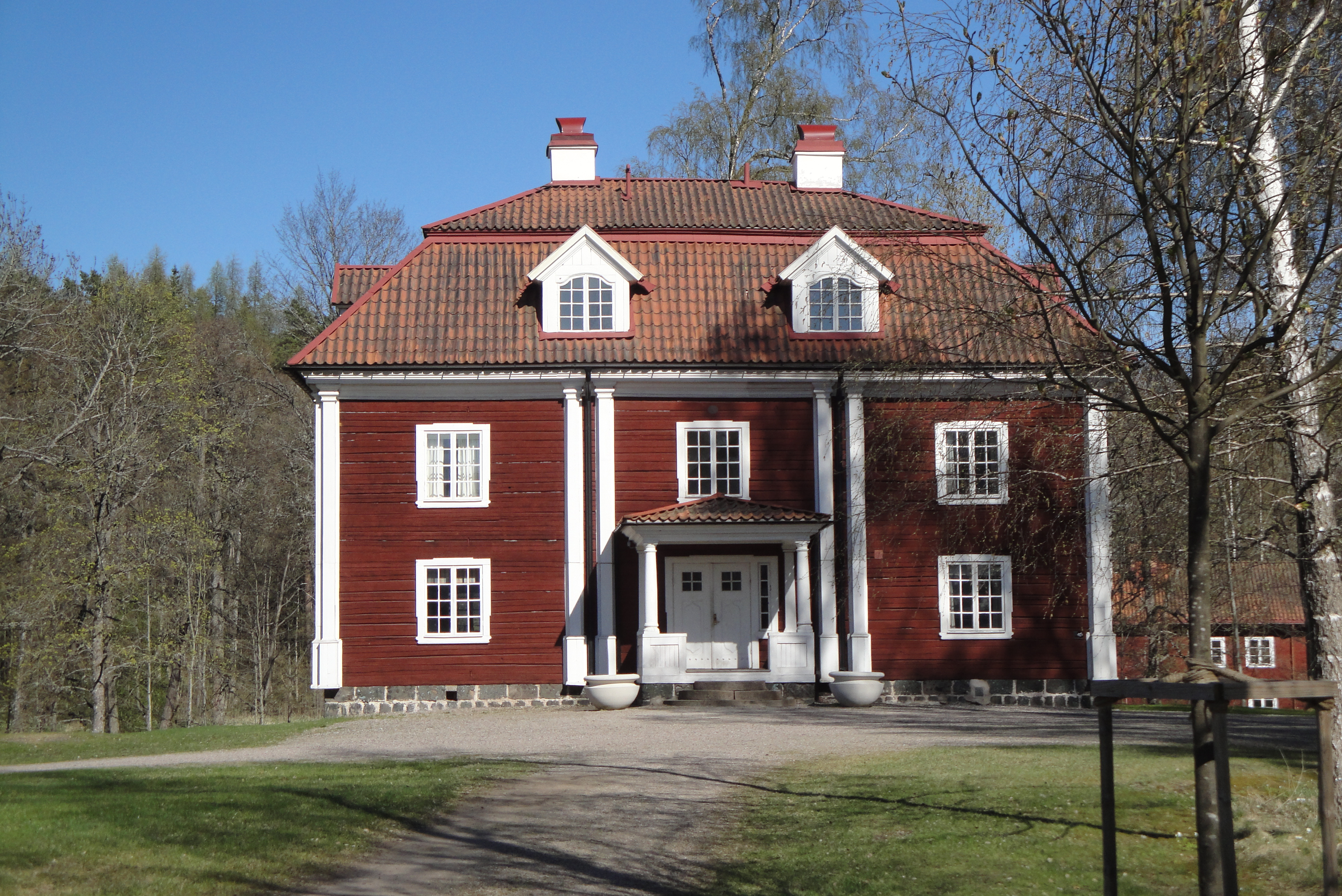
Il nuovo ufficio
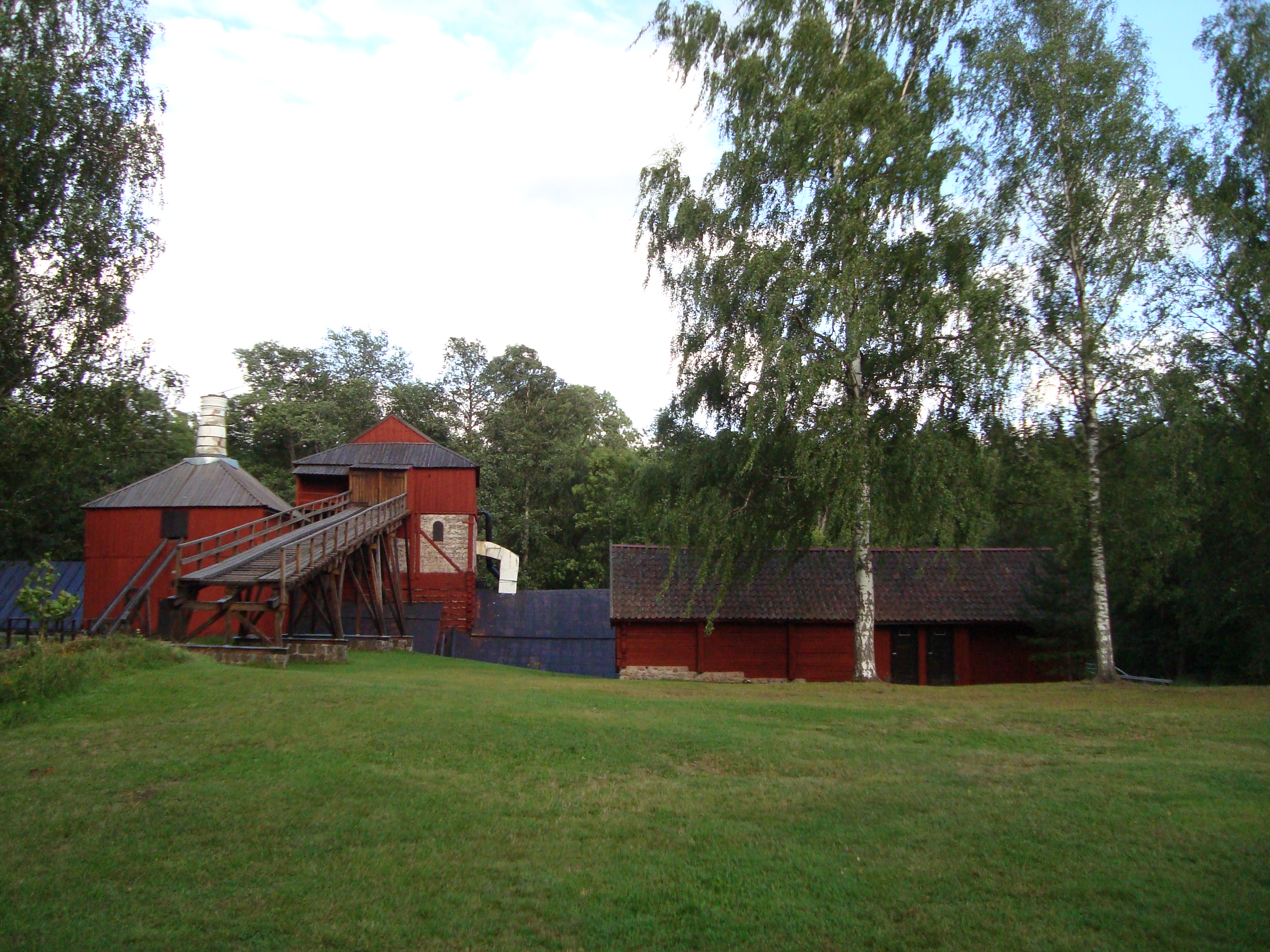
I forni